# Virginia Squires
Els Virgínia Squires va ser un equip de bàsquet que va pertànyer a l'American Basketball Association que va existir des del 1970 fins al 1976. Els Squires van ser originalment els Oakland Oaks des de 1967, i van guanyar el títol de campió el 1969. Des d'allà es van traslladar a la capital, Washington DC, on es van convertir en els Washington Caps. Més endavant, el 1970, van arribar definitivament a Norfolk, Virgínia.

## Història
La història de l'equip a la ciutat de Virgínia va començar amb controvèrsia. La seva gran estrella quan eren els Oakland Oaks, Rick Barry, va aparèixer en les publicacions esportives de l'època amb la samarreta dels Squires, però va fer una sèrie de declaracions desqualificant els habitants de l'estat, la qual cosa va enfadar molt el seu públic, i va fer que fos venut als New York Nets. Malgrat això, van acabar aquella temporada en primera posició de la seva Conferència, però van perdre en play-offs davant els Kentucky Colonels. El 1971 fitxaren la seva gran estrella, Julius Erving, un extraordinari i espectacular jugador, però no aconseguiren passar de la segona ronda de play-offs.
La següent temporada, coincideixen en l'equip tant el Dr.J com un jove George Gervin, que només jugarien una temporada junts, i foren de nou eliminats en la primera ronda de la fase final. A l'estiu següent, Gervin va ser venut als Sant Antonio Spurs i Erving als New York Nets. Aquell any començà el declivi de l'equip, acabant en l'últim any de la lliga en actiu en la novena posició final.

## Trajectòria a l'ABA
| Temporada | Nom de l'equip   | Balanç | Temp. Regular     | Play-offs                 |
| --------- | ---------------- | ------ | ----------------- | ------------------------- |
| 1967-1968 | Oakland Oaks     | 22-56  | 6ens Divisió Oest |                           |
| 1968-1969 | Oakland Oaks     | 60-18  | 1rs Divisió Oest  | Campió de l'ABA           |
| 1969-1970 | Washington Caps  | 44-40  | 3rs Divisió Oest  | Perd en semis de l'Oest   |
| 1970-1971 | Virginia Squires | 55-29  | 1rs Divisió Est   | Perd en la final de l'Est |
| 1971-1972 | Virginia Squires | 45-39  | 2ns Divisió Est   | Perd en la final de l'Est |
| 1972-1973 | Virginia Squires | 42-42  | 3rs Divisió Est   | Perd en semis de l'Est    |
| 1973-1974 | Virginia Squires | 28-56  | 4ts Divisió Est   | Perd en semis de l'Est    |
| 1974-1975 | Virginia Squires | 15-69  | 5ens Divisió Est  |                           |
| 1975-1976 | Virginia Squires | 15-68  | 9ens ABA          |                           |